# Alatriste
Alatriste és una pel·lícula de 2006 dirigida per Agustín Díaz Yanes, protagonitzada per Viggo Mortensen i basada en el personatge protagonista de Las aventuras del capitán Alatriste d'Arturo Pérez-Reverte.

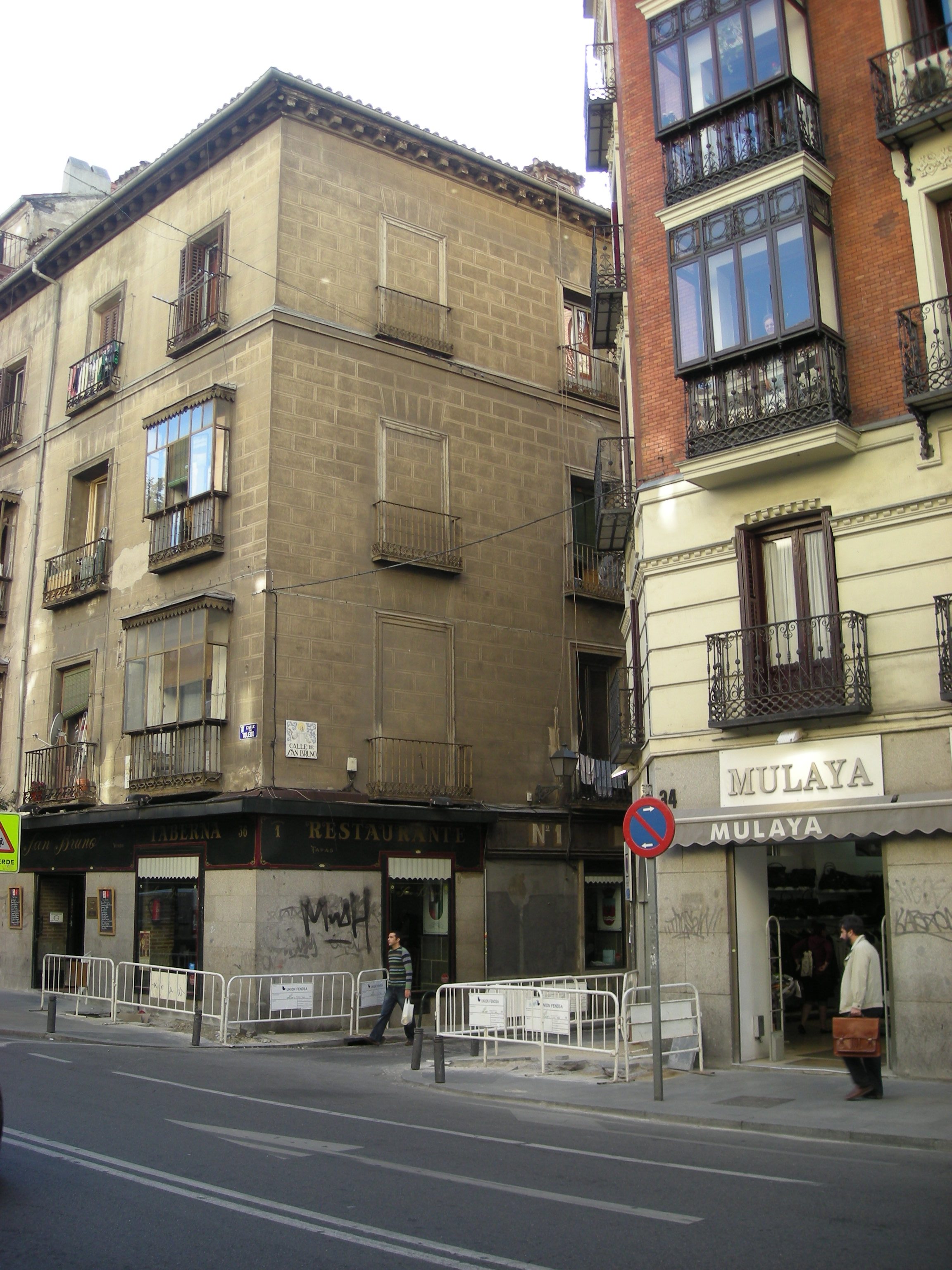
Lloc on es troba la Taberna del Turco, on es desenvolupa part de la pel·lícula.

És la segona pel·lícula més cara de la història del cinema espanyol, amb un pressupost de 24 milions de euros i fins avui només superada per Agora. però la primera de les rodades en castellà. Distribuïda per 20th Century Fox, la pel·lícula va tenir molt d'èxit en Àsia —on és coneguda com La pel·lícula d'Espanya— i ocupa el lloc 22 de les pel·lícules espanyoles amb major recaptació en aquest continent.
El seu rodatge va començar el 7 de març de 2005 i va finalitzar el 17 de juny del mateix any. Es va estrenar l'u de setembre de 2006. El 15 de setembre de 2006, l'Acadèmia de les Arts i les Ciències Cinematogràfiques d'Espanya la va escollir, al costat d'altres dues pel·lícules, com a candidata per a competir en el lloc de representant espanyola en els Oscar. Finalment, aquest lloc el va ocupar Volver de Pedro Almodóvar, que no va arribar a estar entre les cinc nominades finals.
Va ser la segona pel·lícula més venuda en DVD Go el 2007, va ocupar entre el 12 de febrer i 18 de febrer la primera posició en vendes tant en El Corte Inglés com en DVD Go la seva edició limitada, ocupant el DVD normal la segona posició en El Corte Inglés en la mateixa data.
Malgrat la forta publicitat que va rebre a Espanya i Europa, del relatiu èxit que va tenir al seu país així com a Àsia i de les grans expectatives causades, Alatriste va passar pràcticament inadvertida als cinemes d'Amèrica Llatina, collint crítiques negatives.

## Argument
Segle XVII. El soldat Diego Alatriste y Tenorio lluita al servei del rei Felip IV d'Espanya en la Guerra dels Vuitanta Anys. Allí mor el seu amic Lope Balboa, qui li demana el favor que cuidi del seu fill, Íñigo Balboa, i l'allunyi de la vida de soldat.
De tornada a Madrid, rep l'encàrrec, al costat del sicari sicilià Gualterio Malatesta, d'assassinar dos viatgers estrangers. No imaginen que es tracta del príncep de Gal·les, futur rei Carles I d'Anglaterra, i el duc de Buckingham. L'encàrrec el fan fra Emilio Bocanegra i Luis de Alquézar. En l'últim moment, Alatriste evita l'assassinat i es guanya l'enemistat de Malatesta, Bocanegra i Alquézar. Aquest últim és oncle d'Angélica, una nena noble de qui Íñigo està perdudament enamorat.
Alatriste, acompanyat per Íñigo i altres soldats amb qui malviu a Madrid, torna als Països Baixos en 1625 per a l'últim moviment dels terços espanyols: la caiguda de Breda.
De retorn a Espanya, Íñigo intenta escapolir-se amb Angélica. No obstant això, ella desisteix i decideix fer marxa enrere. Alatriste manté un romanç amb l'actriu María de Castro, una amant de Felip IV. Aquest assumpte li costa l'amistat de Guadalmedina, íntim del rei i amic d'Alatriste, amb qui arriba a creuar l'espasa. Finalment, l'amant del capità emmalalteix de sífilis. Problemes tan amplis com el duel amb el seu amic Martín Saldaña o el càstig d'Íñigo a galeres formen part del final de la pel·lícula.
La pel·lícula acaba en la batalla de Rocroi (maig de 1643), que correspondria a l'últim llibre, encara inèdit, de la saga de Las aventuras del capitán Alatriste. És en aquesta batalla on sona "La Madrugá" com a marxa agònica de l'exèrcit i on el ja vell capità Diego Alatriste mor.
La trama de la pel·lícula fa un breu recorregut per parts d'alguns dels cinc llibres publicats fins a l'estrena (no hi ha cap esment a "Limpieza de sangre", el segon llibre), mantenint com a fil argumental de la mateixa els personatges principals. Inclou fragments d'alguns pròxims llibres de la saga, perquè si el final de la pel·lícula coincideix amb el desig de l'autor, hauria d'acabar a Rocroi, la qual cosa donarà encara per a tres llibres més.

## Repartiment

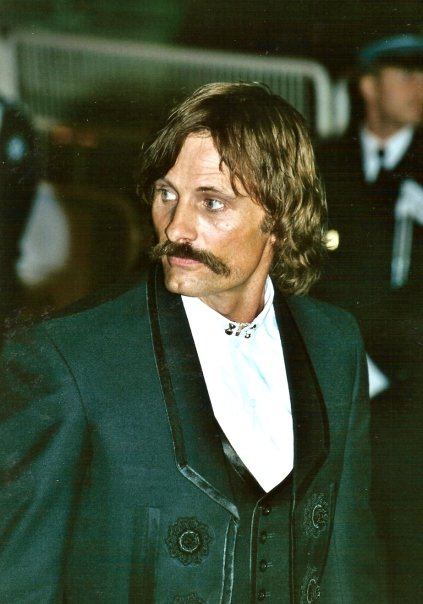
Viggo Mortensen va ser nominat al millor actor en els Premis Goya del 2006 per el seu paper a la pel·lícula.

- Viggo Mortensen com el capità Diego Alatriste.
- Javier Cámara com el Comte-Duc d'Olivares.
- Eduardo Noriega com el Comte de Guadalmedina.
- Juan Echanove com Francisco de Quevedo.
- Unax Ugalde com a Íñigo de Balboa, escuder d'Alatriste.
- Elena Anaya com Angélica de Alquézar, menina de la reina.
- Nacho Pérez de la Paz com a Lope de Balboa de jove.
- Nadia de Santiago com Angélica de Alquézar, a l'edat de 14 anys.
- Ariadna Gil com a María de Castro, actriu de teatre.
- Francesc Garrido com a l'agutzil Martín Saldaña (substitueix Antonio Resines després de sofrir aquest un accident que li va impedir de participar-hi).
- Eduard Fernández com Sebastián Copons, amic del capità.
- Blanca Portillo com a l'inquisidor Fra Emilio Bocanegra. El director tenia clar des d'un principi que aquest paper seria interpretat per una dona.
- Paco Tous com el General Francisco de Melo.
- Jesús Castejón com a Luis de Alquézar.
- Enrico Lo Verso com a Gualterio Malatesta, espadatxí italià.
- Antonio Dechent com a Curro Garrote, company d'Alatriste.
- Pilar López de Ayala com a la dona de Malatesta.
- Álex O'Dogherty com a Lope Balboa.
- Simon Cohen com Felip IV d'Espanya.
- Javier Mejía com Príncep de Gal·les.

## Relació amb la literatura

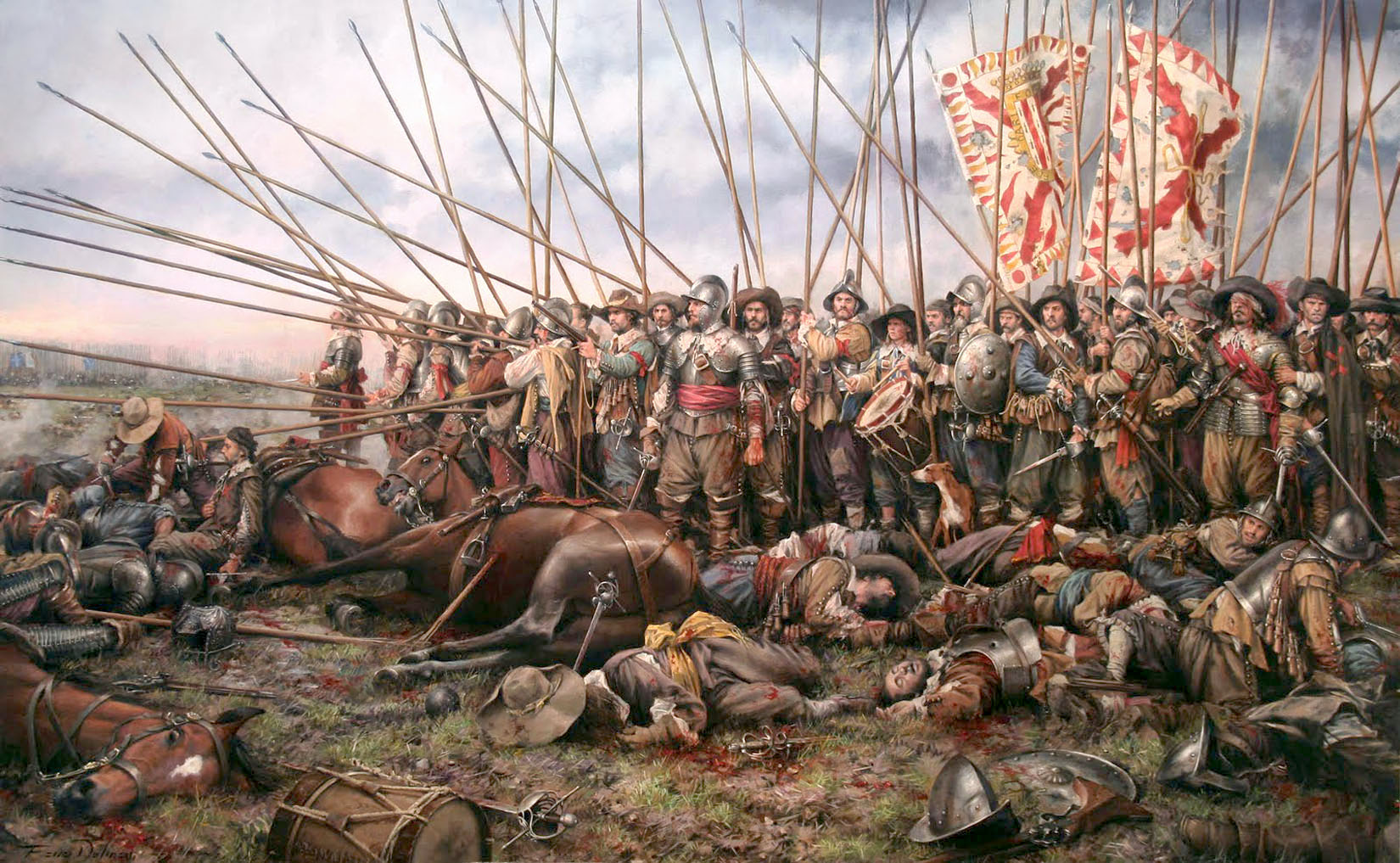
Rocroi, el último tercio, per Augusto Ferrer-Dalmau (2011). El llenç representa a veterans supervivents dels terços espanyols a Rocroi formant l'últim quadre d'infanteria, cap a les deu del matí del 19 de maig de 1643. El final de la pel·lícula se situa en aquesta última acció i el personatge de l'extrem dret del quadre és l'actor Viggo Mortensen caracteritzat com Alatriste.

Afirma la professora Mayra Ortiz Rodríguez a la revista Letraceluloide que, si bé la pel·lícula representa un atractiu per als seguidors de la saga, resulta per moments aclaparadora l'ambició de condensar en poc més de dues hores els fins llavors cinc volums narratius. I encara més, són referides les aventures de les novel·les El capitán Alatriste, Limpieza de sangre, El sol de Breda, El oro del rey i El caballero del jubón amarillo, i també se li dona un desenllaç al protagonista, anticipant una novel·la posterior encara no editada. Per a espectadors poc avisats, aquesta condensació pot resultar una veloç successió de fets amb escàs aprofundiment en cadascun.
No obstant això, és destacable que la seqüència estigui definida per un assemblatge de peces amb cadències particulars, que constitueixen quadres barrocs admirables de manera autònoma, i signats per la integració de les arts. Els redoblants, les gaites o les guitarres flamenques –d'acord amb la intensitat de cada escena- acompanyen l'acció, signada pel patetisme de les actuacions que fan als personatges parteix carnal del Vell Món del XVII. I això no és tot; les obres pictòriques de Velázquez marquen la progressió temporal. El aguador de Sevilla apareix acabat d'adquirir i més tard lluint a palau, i l'escena de lluita que acaba amb la rendició de Breda empalma amb el quadre homònim, i després amb la seva crítica per part del personatge d'Íñigo.
De més està esmentar l'àmbit propi de la literatura: Francisco de Quevedo denuesta la producció de Góngora en la tertúlia i destaca l'escriptura cervantina. I encara que en la selecció per al film certs aspectes importants són deixats de costat (com l'aparició de Lope de Vega i les seves disquisicions sobre el teatre) sempre es troba la seva riquesa en algun pla de l'escena (en arribar Alatriste a Palau la seva estimada està representant El perro del hortelano, és clar, de Lope). La condensació, en definitiva, no implica pèrdua argumental, sinó optimització de nous recursos. És que en cadascun dels toms de Pérez-Reverte es respira la intensitat de l'Espanya àuria. I Alatriste, encara que amb uns altres temps però també amb les possibilitats d'un altre gènere, ens permet renovar aquesta glopada, fer-nos part del Segle d'Or i arribar a sentir-lo en la pell.

## Premis i nominacions
Goya 2006
| Categoria                        | Persona                       | Resultat   |
| -------------------------------- | ----------------------------- | ---------- |
| Millor actor                     | Viggo Mortensen               | Nominat    |
| Millor actor de repartiment      | Juan Echanove                 | Nominat    |
| Millor actriu de repartiment     | Ariadna Gil                   | Nominada   |
| Millor guió adaptat              | Agustín Díaz Yanes            | Nominat    |
| Millor direcció de producció     | Cristina Zumárraga            | Guanyadora |
| Millor música original           | Roque Baños                   | Nominat    |
| Millor direcció artística        | Benjamín Fernández            | Guanyador  |
| Millor disseny de vestuari       | Francesca Sartori             | Guanyadora |
| Millor fotografia                | Paco Femenía                  | Nominat    |
| Millor muntatge                  | José Salcedo                  | Nominat    |
| Millor maquillatge i perruqueria | José Luis Pérez               | Nominat    |
| Millor so                        | Pierre Gamet                  | Nominat    |
| Millors efectes especials        | Reyes Abades Rafael Solorzano | Nominats   |

Aquesta pel·lícula es va rodar a Andalusia (Sevilla, Cadis, Còrdova, Baeza, Úbeda, Jaén), Castella-la Manxa (Uclés, a la província de Coca) i Lleó.

## Alatriste: la sèrie
El 17 de juny de 2013, es va anunciar el rodatge d'una sèrie del Capitán Alatriste a la ciutat de Budapest, Hongria, aquesta sèrie consta de 13 capítols, i es va estrenar a Espanya en la cadena Telecinco l'any 2015.
La sèrie és protagonitzada per Aitor Luna com Diego Alatriste. Al contrari que en la pel·lícula protagonitzada per Viggo Mortensen, i a causa de la durada i quantitat d'episodis, la sèrie representa l'obra Arturo Pérez-Reverte de forma més detallada